# Форро (Венгрия)
Форро́ (венг. Forró, словац. Forov) — село в Энчском яраше, в медье Боршод-Абауй-Земплен, Северная Венгрия. Численность населения села на 1 января 2015 года составила 2489 человек.

## История
В письменных источниках поселение впервые было упомянуто в 1246 году, когда на его территории находилось королевское поместье.
На протяжении многих веков поселение было одним из важнейших мест коммерческой деятельности и военных действий на пути между Будой и Кошице. С 1319 года здесь работала таможня.
С раннего средневековья одним из основных видов хозяйственной деятельности жителей села было виноделие. Высококачественные вина села известны во всей Европе.
В 1790 году в селе было открыто почтовое отделение. Почтовая связь проходила по пути Буда—Мишкольц—Кошице.
Именитым гостем сельского постоялого двора в 1815 году был российский император Александр I, направлявшийся на Венский конгресс. В настоящее время в этом доме располагается Музей Абовы.
В 1889 году на территории села был обнаружен большой клад бронзового века. Сокровище теперь входит в коллекцию Британского музея в Лондоне.

## Описание
Село находится у шоссе E71 в 3 километрах от города Энч, в 37 километрах к северо-востоку от Мишкольца.
Площадь села составляет 19,03 км². Число хозяйств — 811.
69 % населения села составляют венгры, 31 % — цыгане.
В селе есть детский сад, Дом культуры, музей, почта и отель с рестораном.

## Достопримечательности
- Католическая готическая церковь Девы Марии XIV века, перестроенная в стиле барокко в 1729 году.

## Население
| Год  | Численность | Численность |
| ---- | ----------- | ----------- |
| 2013 | 2541        | [ 6 ]       |
| 2014 | 2518        | [ 7 ]       |
| 2015 | 2489        | [ 8 ]       |
| 2021 | 2638        | [ 9 ]       |
| 2022 | 2670        | [ 10 ]      |
| 2023 | 2704        | [ 11 ]      |
| 2024 | 2702        | [ 2 ]       |

## Галерея

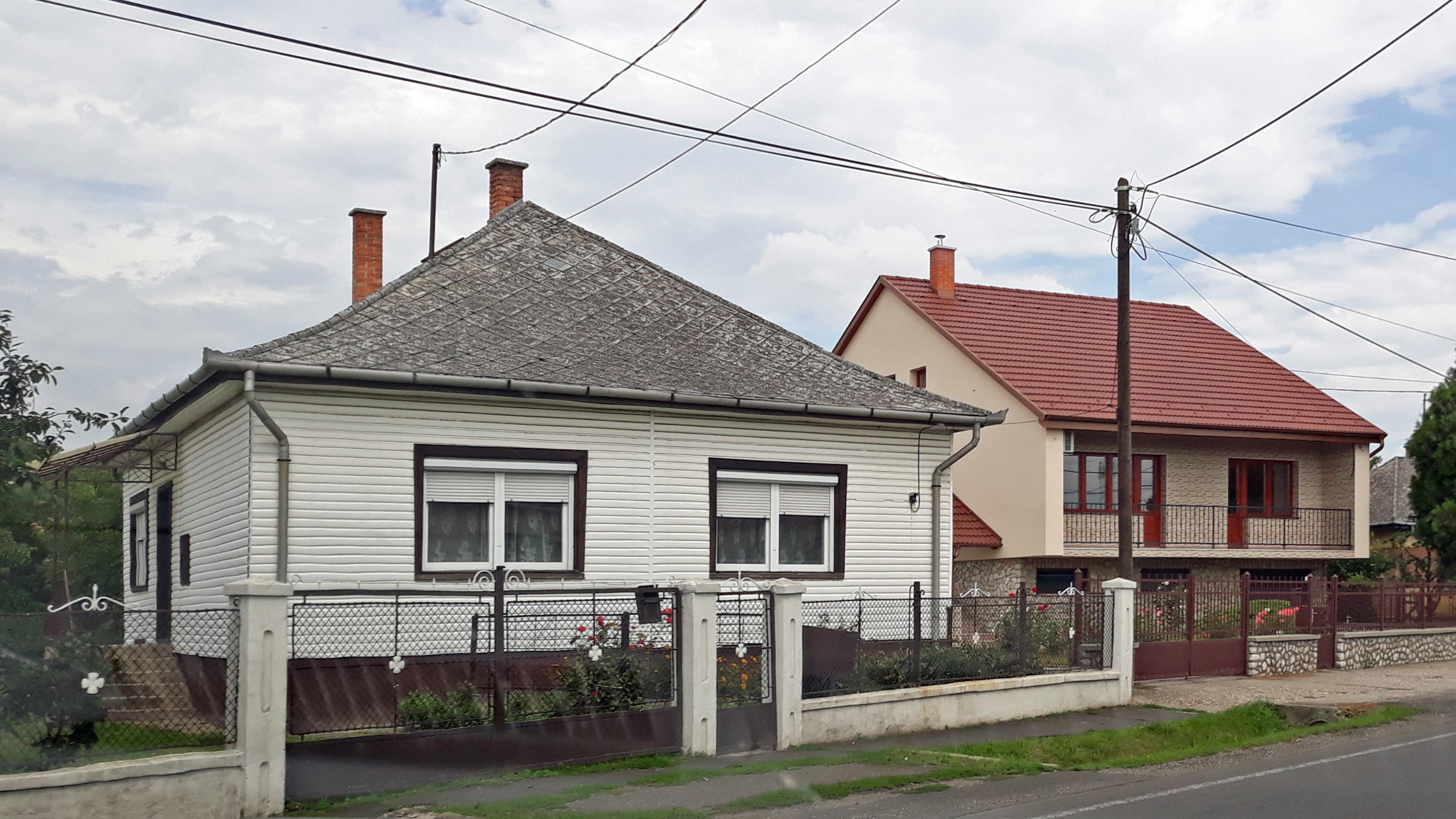
Село Форро
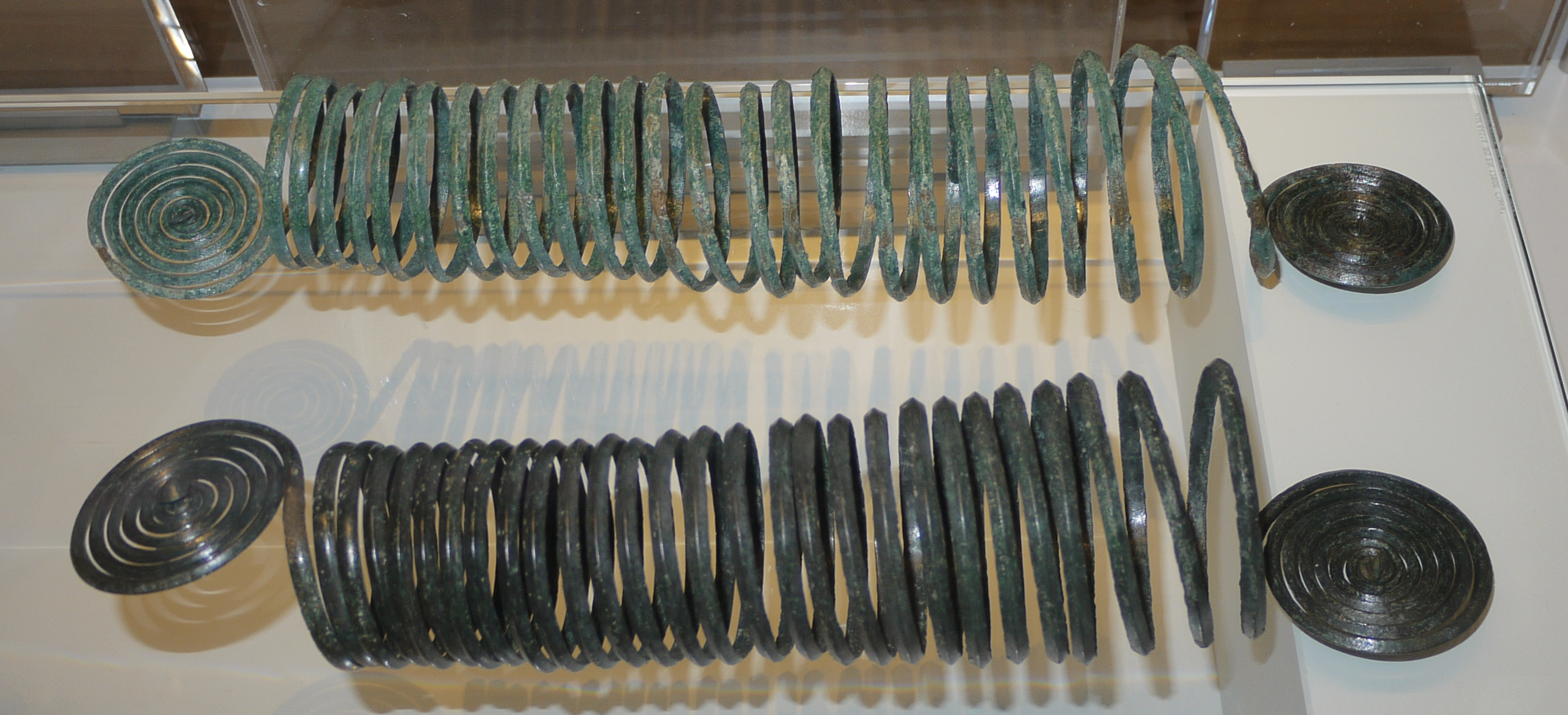
Большие бронзовые браслеты из коллекции Форро на выставке в Британском музее